# 化学兵器禁止機関
化学兵器禁止機関（かがくへいききんしきかん、英語: Organization for the Prohibition of Chemical Weapons, OPCW）は、化学兵器禁止条約（CWC）に基づき、1997年に設立された国際機関である。化学兵器の禁止と拡散防止のための世界的な活動を目的とする。本部はオランダ・ハーグ市。

## 概要
大量破壊兵器の規制に関して、生物兵器については、その開発・保有等を禁止した生物兵器禁止条約が1975年に発効したが、化学兵器についての開発・保有等の規制は遅れていた。化学兵器禁止条約では、化学兵器の開発・生産・保有を禁止している。また、その第8条において、実効的な検証を行うための機関設立が謳われており、OPCWは、そのための機関として、1997年4月29日の条約発効後に設立された。
日本からは、化学兵器の専門家として、陸上自衛隊の自衛官が1997年以降、自衛隊から7名派遣されている。特に、陸将補秋山一郎は、初代査察局長を務め、防衛省退官後も含めて2回（のべ10年間）、査察局長を務めている。
最高意思決定機関は、全締約国からなる締約国会議であり、これは年に一度開催される。技術事務局には、検証局、査察局、渉外局、国際協力・援助局、行財政局などからなる。実動の査察活動も多く、2013年9月までに約5,300回実施している。
事務局長は、2018年7月25日よりスペインのフェルナンド・アリアスが務める。2014年の予算は約73,304万ユーロ。
化学兵器廃棄に向けた活動が評価され、2013年10月11日にノーベル平和賞を受賞している。

## 日本への査察
OPCWは、化学兵器への転用の有無を確認するため、関連する化学物質を取り扱う工場・事業所への査察（産業査察）も実施しており、日本は500ヶ所以上の事業所を申告し、2012年末までにのべ160回以上、2014年末までにのべ230回以上の査察を受け入れている。
防衛省の陸上自衛隊化学学校も査察を受けているが、これらも含めて問題は生じていない。また、地下鉄サリン事件に関連して、サリン製造プラントが建設された、山梨県西八代郡上九一色村にあるオウム真理教施設の「第7サティアン」も、日本で唯一の化学兵器生産施設として外務省が申告し、1998年12月の建物解体前に2度（1997年7月・1998年9月）、解体後にOPCWの査察を受けている。